# Giovanni Ansaldo (giornalista)
Giovanni Ansaldo (Genova, 28 novembre 1895 – Napoli, 1º settembre 1969) è stato un giornalista e scrittore italiano.

## Biografia
Discendente da una colta famiglia borghese genovese, era nipote del Giovanni Ansaldo, fondatore della società industriale di famiglia.
Esordì sulla carta stampata nel 1913 sulla «Rivista ligure di scienze lettere e arti», periodico ufficiale della Società di letture e conversazioni scientifiche, un cenacolo di intellettuali genovesi. Nello stesso periodo incominciò a collaborare con la rivista «L'Unità», fondata da Gaetano Salvemini, verso il quale nutrì sempre un'incondizionata ammirazione. Nel 1915, all'età di vent'anni, partecipò al "maggio radioso" e al noto episodio dell'inaugurazione del monumento di Quarto da parte di Gabriele D'Annunzio. Quindi partì per la prima guerra mondiale come ufficiale. Combatté nelle trincee sul fiume Isonzo, in Francia e poi in Renania.
Tornato in Patria, decise in un primo momento di tentare la carriera accademica. Parallelamente avviò una collaborazione giornalistica con il quotidiano della sua città. Lo chiamò il direttore de «Il Lavoro», Giuseppe Canepa (deputato del Partito socialista), che aveva letto i suoi articoli sulla rivista di Salvemini. Il primo pezzo firmato da Ansaldo sul «Lavoro» uscì il 29 ottobre 1919. Abbandonò i propositi accademici e si concentrò sull'attività giornalistica. Nel 1922 venne nominato redattore capo dallo stesso Canepa. Ansaldo nutrì sempre un'incondizionata stima per il suo direttore, il quale guidò il quotidiano genovese fino al 1938, prima di ritirarsi a vita privata. Nella primavera del 1922, in occasione della Conferenza internazionale di Genova, Ansaldo conobbe Giuseppe Ungaretti. Nacque da lì una lunga amicizia fra i due personaggi. Nel novembre del 1923 intervistò per La Stampa Sua Maestà Maria Sofia di Baviera, all'epoca ottantaduenne, moglie di Francesco II di Borbone, l'ultimo re di Napoli.
Amico di Piero Gobetti, nonché dotato di una vasta cultura, Ansaldo fu anche l'articolista principe della sua rivista «La Rivoluzione liberale» (1922-1925). Come caporedattore del «Lavoro», nel 1925 fu tra i firmatari del Manifesto degli intellettuali antifascisti di Benedetto Croce. Politicamente socialista riformista, si batté a duello due volte: con Piero Parini, giornalista del «Popolo d'Italia» e con Telesio Interlandi, direttore del «Tevere».
Avverso agli estremismi, non accettò i metodi violenti del fascismo, cui si oppose recisamente. Dal 1920 Ansaldo svolse attività antifascista. Il 28 novembre 1926, quando aveva poco più di trent'anni, lasciò Genova per tentare di entrare clandestinamente in Francia, dove avrebbe vissuto da rifugiato politico. Ma a Como fu arrestato (insieme con Carlo Silvestri) in una retata di antifascisti. Fu condannato al confino nell'isola di Lipari (30 maggio 1927). Decise di chiedere la grazia, che gli fu concessa ai primi di settembre. Raccontò queste vicende nell'opera L'antifascista riluttante.
Tornato in libertà (8 settembre 1927), si vide interdetta la firma come giornalista, ma continuò a pubblicare sul «Lavoro» attraverso lo pseudonimo Stella Nera. Nei primi anni Trenta incominciò a collaborare con Leo Longanesi, sostituendo Camillo Pellizzi come ideologo del periodico «L'Italiano». Il suo primo contributo, non firmato, risale all'aprile 1931. Anche sul celebre mensile culturale di Longanesi firmò i propri articoli come Stella Nera. I due giornali avevano un pubblico diverso, cui Ansaldo adattava il proprio stile: «Il Lavoro» seguiva la tendenza imperante di "andare verso il popolo" (in ogni numero erano pubblicati fino a tre feuilleton, che piacevano molto ai lettori). Per «L'Italiano», invece, scriveva pezzi di stampo più elitario.
Sposatosi con Maria Luigia Boscoscuro, ebbe quattro figli. Negli anni trenta il fascismo, da movimento rivoluzionario, era diventato regime, fondendosi con lo Stato. Ansaldo accettò il dato di fatto:
(Lettera a Leo Longanesi, in Giovanni Sedita, Gli intellettuali di Mussolini, Firenze, Le Lettere, 2010, p. 136)
Con l'aiuto dell'amico Leo Longanesi Ansaldo si riavvicinò al regime e ottenne la riabilitazione. Nel febbraio 1935 fu nominato vicedirettore del «Lavoro». Da allora poté scrivere anche articoli sulla politica estera del regime: in estate si recò infatti nella regione della Saar. In novembre lasciò il quotidiano genovese e partì volontario in Africa (fu destinato a Bengasi), poi ritornò a Genova. Nel 1936 fu di nuovo in Libia e rientrò in Italia alla proclamazione dell'Impero.
Ottenuta la fiducia del Ministro degli affari esteri Galeazzo Ciano, Ansaldo divenne editorialista del «Telegrafo» di Livorno, giornale di proprietà della famiglia Ciano. L'anno seguente arrivò la promozione a direttore (15 settembre 1937). Ansaldo sommò la carica di direttore con quella di consigliere di Galeazzo Ciano.
Durante questi anni non cessò di scrivere su «L'Italiano» di Longanesi.  Ansaldo collaborò assiduamente anche al settimanale a rotocalco «Omnibus» (1937-39), diretto sempre da Longanesi. Dal maggio 1940 al marzo 1943 commentò i fatti del giorno alla radio.
Mussolini disse di lui (verosimilmente nel 1938 o 1939):
(Benito Mussolini in Yvon De Begnac, Taccuini mussoliniani, a cura di Francesco Perfetti, Bologna, Il Mulino, 1990, p. 420).)
Dopo la caduta del regime fascista (25 luglio 1943), Giovanni Ansaldo si dimise da direttore del «Telegrafo» e si arruolò volontario nel nuovo esercito di Badoglio (27 luglio). Fu assegnato, con il grado di tenente colonnello, al Comando del VI Corpo d'armata a Ragusa, in Dalmazia. Il 12 settembre fu catturato dai tedeschi e rinchiuso in campo di prigionia, prima in Polonia (a Tarnopol, oggi in Ucraina e successivamente a Częstochowa), poi in Germania. Non aderì alla Repubblica sociale e rimase internato per quasi due anni nel campo di Gross Hesepe. Fu liberato dalle truppe corazzate canadesi.
Finita la guerra, Ansaldo riprese la via dell'Italia nel settembre 1945, quattro mesi dopo la fine del conflitto. Durante il viaggio fu però riconosciuto da un ferroviere e arrestato. Processato a Livorno, fu condannato per i tre anni trascorsi nella radio del regime (era stato una delle voci più popolari del fascismo). Trascorse la prigionia dapprima nel campo di Coltano, poi a Firenze e quindi nell'isola di Procida. Nel 1946 beneficiò dell'amnistia e il 27 giugno fu liberato.
Si ritirò, formalmente "a vita privata", nella villa della Marsalla presso Pescia (PT), di fatto diresse «L'Illustrazione Italiana», grazie soprattutto alla mediazione di Orio Vergani presso l'editore Garzanti. Riallacciò i rapporti con Leo Longanesi, che lo chiamò a collaborare alla sua nuova rivista, «Il Libraio», mensile d'informazione della sua nuova casa editrice, la Longanesi editore (1946-1949). Ansaldo, che riscuoteva la piena fiducia di Longanesi, divenne in breve tempo il suo alter ego e pubblicò tutti i propri libri con la sua casa editrice. Nel 1950 seguì Leo Longanesi nella sua nuova avventura: il settimanale «Il Borghese». Nello stesso anno arrivò una nuova nomina: Ansaldo fu chiamato a dirigere il maggiore quotidiano napoletano, «Il Mattino». Il giornale ricompariva nelle edicole dopo sette anni di assenza (dovuti all'epurazione della precedente gestione, espressione del vecchio regime). Furono Alcide De Gasperi (capo del governo) e Silvio Gava (politico DC napoletano) a volere un giornalista conservatore come Ansaldo alla direzione de Il Mattino, di proprietà del Banco di Napoli e quindi nell'orbita democristiana, in grado di fare concorrenza a un altro quotidiano napoletano, Il Roma, di cui era proprietario Achille Lauro.
Ansaldo, prima di accettare la nomina, scrisse una lettera aperta alla proprietà del «Mattino»:
(Giovanni Ansaldo, lettera a destinatari vari, 30 gennaio 1950.)
L'articolo di fondo di saluto ai lettori del Mattino fu firmato il 9 aprile 1950. Ansaldo resse la direzione del giornale per quindici anni, fino al 1965, quando concluse la sua carriera a causa di una malattia. Durante questo periodo continuò a collaborare al «Borghese» e al settimanale «Tempo».

## Dissero di lui
Membro dell'Assemblea Costituente, Sandro Pertini dichiarò in Aula quanto segue:
(Sandro Pertini in Atti dell'Assemblea Costituente, 22 luglio 1946 .)

## Opere

### Saggi e raccolte di articoli
- Che cos'è l'Inghilterra, Torino, Piero Gobetti editore, 1924.
- Confronto fra due guerre, Roma, Editoriale Italiano, 1942.
- Il vero signore. Guida di belle maniere, (a firma Willy Farnese), Milano, Longanesi, 1947; nuova ed., prefazione di Indro Montanelli e postfazione di Marcello Staglieno, Longanesi, 1983.
- Latinorum. Guida pratica per i genitori dei ragazzi che studiano il latino (a firma Michele Fornaciari), Milano, Longanesi, 1947.
- Il ministro della buona vita. Giovanni Giolitti e i suoi tempi, Collana Il Cammeo, Milano, Longanesi, 1949; presentazione di Giovanni Spadolini, Longanesi, 1983; nuova ed. a cura di Francesco Perfetti, Biblioteca di Nuova Storia contemporanea, Firenze, Le Lettere, 2002, ISBN 978-88-716-6585-6.
- Dizionario degli italiani illustri e meschini dal 1870 a oggi, a cura di Marcello Staglieno, Milano, Longanesi, 1980
- Vecchie zie e altri mostri, a cura di Giuseppe Marcenaro, Genova, De Ferrari Editore, 1990.
- L'Italia com'era, Introduzione di Marcello Staglieno, Fausto Fiorentini, 1992, ISBN 978-88-853-4634-5.
- L'antifascista riluttante. Memorie del carcere e del confino 1926-1927, Introduzione e note di Marcello Staglieno, Collezione Storia/memoria, Bologna, Il Mulino, 1992, ISBN 978-88-150-3687-2.
- Diario di prigionia 1944-1945, a cura di Renzo De Felice, Collezione Storia/memoria, Bologna, Il Mulino, 1993, ISBN 978-88-150-4181-4
- L'occhio della lanterna, a cura di G. Marcenaro, Collana L'ancora, Genova, De Ferrari, 1993, ISBN 978-88-717-2027-2.
- Affezionatissimo Giustino Fortunato, Introduzione di Arturo Fratta, Franco Di Mauro Editore, 1994, ISBN 978-88-852-6367-3.
- Sovrani e Generali, Collana Prismi n.8, Edizione de Il Mattino, 1996.
- Ore napoletane, Fausto Napoletano, 1996, ISBN 978-88-853-4638-3.
- Escursione in Magna Grecia, Edizioni della Cometa, 1997.
- Passeggiata napoletana, con una nota di Atanasio Mozzillo, Franco Di Mauro Editore, 1998, ISBN 978-88-873-6505-4.
- Il fiore del ricordo, a cura di G. Marcenaro, Collana L'ancora, Genova, De Ferrari, 1998.
- Corsica. L'isola persa, Collana L'ancora, Genova, De Ferrari, 1999, ISBN 978-88-717-2230-6.
- Il giornalista di Ciano. Diari 1932-1943, a cura di Giuseppe Marcenaro, Collezione Storia/memoria, Bologna, Il Mulino, 2000, ISBN 978-88-150-7347-1.
- Una vera signora in libreria, Roma, Benincasa, 2000. - Milano, Henry Beyle, 2011, ISBN 978-88-904-8875-7.
- Anni freddi. Diari 1946-1950, Collezione Storia/memoria, Bologna, Il Mulino, 2003, ISBN 978-88-150-9554-1.
- In viaggio con Ciano, Prefazione di Francesco Perfetti, Collezione Il salotto di Clio n.3, Firenze, Le Lettere, 2005.
- L'ultimo Junker. L'uomo che consegnò la Germania a Hitler[11], Collezione Il salotto di Clio, Firenze, Le Lettere, 2007, ISBN 978-88-608-7046-9.
- L'eroe di Caprera[12], Collezione Il salotto di Clio, Firenze, Le Lettere, 2008, ISBN 978-88-608-7145-9.
- Stenografie di viaggio, a cura di Giuseppe Marcenaro, Collezione Zapping, Torino, Aragno, 2008, ISBN 978-88-841-9322-3.
- Gli anarchici della Belle Époque, Collezione Il salotto di Clio, Firenze, Le Lettere, 2010, ISBN 978-88-608-7240-1.
- Grigioverde, Prefazione di Francesco Perfetti, Firenze, Le Lettere, 2011, ISBN 978-88-608-7411-5.
- Il mare e l'ulivo. Racconti dalla Toscana, Debatte, 2012, ISBN 978-88-629-7075-4.
- Don Enrico[13], Collezione Il salotto di Clio, Firenze, Le Lettere, 2013, ISBN 978-88-608-7566-2.
- Stile piemontese, saggio introduttivo di G. Marcenaro, Collezione Biblioteca, Torino, Aragno, 2013, ISBN 978-88-841-9598-2.
- Memorie. Volume I: 1920-1925, Volume II: 1926-1930, Prefazione di Giuseppe Marcenaro, Torino, Aragno, 2014, ISBN 978-88-841-9686-6.
- Il fascino di Sigfrido, Torino, Aragno, 2017, ISBN 978-88-8419-906-5.

### Altro
- Giuseppe Morgavi, Rievocazioni genovesi, Prefazione di G. Ansaldo, Genova, Libreria Editrice M. Bozzi, 1961.
- Lettere al redattore capo. Dalle carte di Giovanni Ansaldo, Prefazione, note e cura di Giuseppe Marcenaro, Milano, Archinto, 1994, ISBN 978-88-776-8193-5.